# 31823 Viète
31823 Viète è un asteroide della fascia principale. Scoperto nel 1999, presenta un'orbita caratterizzata da un semiasse maggiore pari a 2,7423125 UA e da un'eccentricità di 0,3602001, inclinata di 24,24293° rispetto all'eclittica.